# McDonnell Douglas MD-90
McDonnell Douglas MD-90 je americký úzkotrupý dvouproudový dopravní letoun, vyráběný společností McDonnell Douglas a později Boeing. Jedná se o modernizovanou verzi série MD-80. MD-90 má oproti ní ekonomičtější provoz díky dvěma motorům IAE V2500 a také má delší dolet. Letoun s kapacitou až 172 cestujících byl představen veřejnosti společností Delta Air Lines v roce 1995, výroba byla ukončena v roce 2000.
Typ MD-90 byl s pozdějším typem MD-95 (neboli Boeing 717) vyvinut z typu MD-80, který byl odvozen z typu DC-9.

## Verze

### MD-90-30
Klasická varianta s motory IAE V2500 a EFIS kokpitem.

### MD-90-30IGW
Prototyp s větší váhou, byl postaven pouze jeden.

### MD-90-30ER
Verze se zvětšeným doletem (extended range), dva vyrobené prototypy.
MD-90-30T "Trunkliner"
Nová verze, kterou chtěli Číňané provozovat ve velkém (40 kusů), vyrobily se ale jen dva kusy. Čínské letadlo Comac ARJ21 bylo z tohoto typu později odvozeno.

## Specifikace

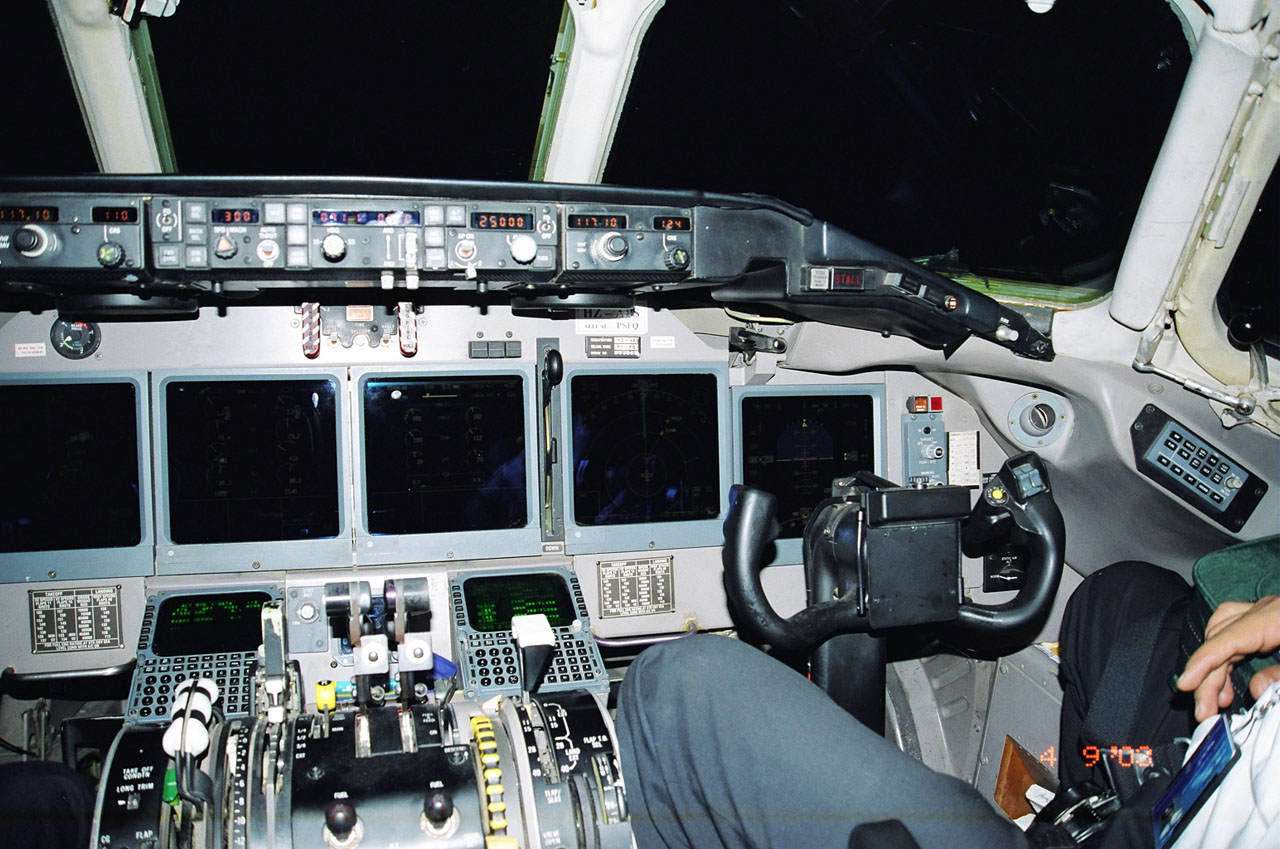
Kokpit MD-90

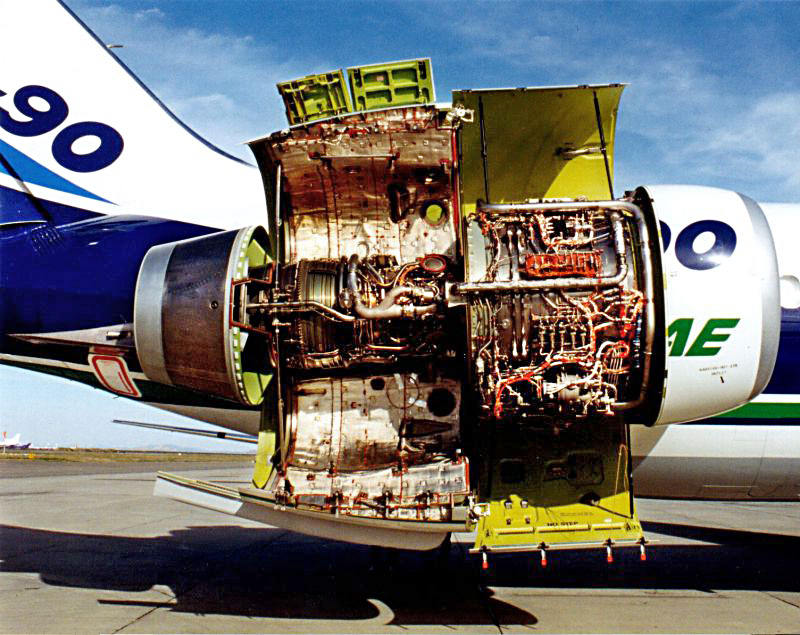
Odkrytý motor MD-90

| Parametr                    | MD-90-30        |
| --------------------------- | --------------- |
| Délka [m]                   | 46,50           |
| Rozpětí [m]                 | 32,87           |
| Výška [m]                   | 9,40            |
| Nosná plocha [m²]           | 92,97           |
| Max. vzletová hmotnost [kg] | 70,760          |
| Cestovní rychlost [km/h]    | ca. 811         |
| Kapacita (max.)             | 172             |
| Dolet [km]                  | 3.860           |
| Pohon                       | 2× IAE V2525-D5 |
| Tah [kN]                    | 111,0           |